# Гидрофторид аргона
Гидрофтори́д арго́на — первое открытое и пока (на 2014 г.) единственное известное химическое соединение аргона, молекула которого электронейтральна. Химическая формула HArF. Весьма нестойкое и распадается уже при 17 К.

## Открытие
Впервые синтезировано в 2000 году группой финских химиков под руководством Маркку Рясянена в университете Хельсинки. Об открытии впервые было сообщено в журнале Nature 24.08.2000. Существование этого соединения было подтверждено изучением его инфракрасного спектра поглощения.

## Получение
Для синтеза этого вещества смесь аргона и фтороводорода, адсорбированная на подложке из иодида цезия при температуре −265 °C (8 К) подвергалась облучению ультрафиолетовым излучением.

## Свойства
Весьма нестойкое соединение, разлагается уже при температуре выше −256 °C (17 К) на фтороводород и аргон. По другим данным, разлагается при 27 К. Ввиду нестойкости, его свойства, кроме оптических, практически не изучены. Теоретически рассчитаны длины связей между атомами в молекуле: 0,133 нм для H-Ar и 0,197 нм для Ar-F. Предполагаемая температура плавления −246 °C (27 К).